# Picturehouse
Picturehouse é uma companhia de filmes independente lançada em 2005 como uma joint-venture entre a HBO Films e a New Line Cinema, divisões da Warner Bros. Discovery.

## Filmes produzidos
- A Última Noite